# Важкий супутник 01
Важкий супутник 01 — радянський венеріанський зонд 1ВА № 1 разом з розгінним блоком «Л» ракети-носія «Молнія». До Венери не стартував, залишився на дуже низькій навколоземній орбіті через відмову розгінного блоку. Швидко увійшов в атмосферу, виконавши невелике число витків.

## Деталі польоту
Запуск — 4 лютого 1961 року. Перша радянська спроба пуску до Венери. Зонд аналогічний «Венері-1» (він же 1ВА № 2). Ракета-носій «Молнія» вивела станцію разом з розгінним блоком на низьку навколоземну орбіту, однак у потрібний момент розгінний блок не увімкнувся, і станція до Венери не пішла. Назву «супутник» використала радянська пропаганда для приховання невдачі і заради спроби подати цей пуск як черговий успіх. У повідомленні ТАРС було оголошено про «запуск „важкого супутника 01“ і успішне виконання поставлених при цьому науково-технічних завдань».
На думку комісії, причиною невдачі була відмова електромеханічного перетворювача напруги ПТ-200, який опинився у вакуумі. Як з'ясувалося, відкрито встановлений перетворювач не був розрахований і не випробовувався на роботу в порожнечі. Найімовірніше, відмовили його підшипники або щітки. Розгінний блок, який готувався до наступного запуску, був поспіхом доопрацьований. Перетворювач ПТ-200 помістили в перший ліпший підхожий за розміром герметичний акумуляторний контейнер. Сам контейнер обмотали екранно-вакуумною теплоізоляцією та розфарбували чорно-білими смугами для правильного теплообміну.
Запущений через тиждень однотипний апарат 1ВА № 2, який після описаних вище нагальних доробок вдалося вивести на трасу до Венери, став відомий як «Венера-1».
Некерований «Важкий супутник 01», перебуваючи на низькій орбіті, проіснував дуже недовго (за даними NASA, 22 дні). Зійшов з орбіти над Сибіром. Дивна траєкторія і неясне повідомлення ТАРС породили в пресі спекуляції про те, що це була катастрофа пілотованого корабля. Медаль, яку апарат 1ВА № 1 повинен мав доставити на поверхню Венери, вціліла. Захисний шар з медаллю всередині знайшов улітку 1963 року хлопчик, що купався в річці Бірюсі. Батько хлопчика передав знахідку до міліції, і через КДБ медаль повернулась в ОКБ-1. Знахідку прийняли там як справжнє диво, оскільки ймовірність падіння апарата на суходіл, а не в світовий океан, була дуже мала. Ще нижчим був шанс того, що уламки потраплять у населену місцевість в СРСР і будуть знайдені.